# Mirae Asset Financial Group
Mirae Asset Financial Group — южнокорейская финансовая группа.
История компании началась в июле 1997 года с создания Mirae Asset Venture Capital (фонд для венчурного финансирования) и Mirae Asset Global Investments (международного инвестиционного фонда). Инвестиционная компания Mirae Asset Securities была создана в 1999 году, в 2005 году начала работу компания по страхованию жизни Mirae Asset Life Insurance. В 2011 году были куплены две компании по управлению ETF (торгуемыми на бирже фондами): Horizons ETFs в Канаде и BetaShares в Австралии. В декабре 2016 года Mirae Asset Securities объединилась с Daewoo Securities (основана в1970 году), образовав Mirae Asset Daewoo, крупнейшую корейскую компанию по работе с ценными бумагами. В 2018 году Mirae Asset Life Insurance приобрела корейский филиал британского страховщика PCA Life Insurance. В 2018 году была куплена компания Global X ETFs (США), в 2019 году был создан её филиал в Японии.
Выручка за 2020 год составила 16,8 трлн южнокорейских вон, из них 11,4 трлн пришлось на доход от инвестиций в финансовые инструменты, 2 трлн — доход от операций с иностранной валютой, 1,5 трлн — процентные доходы, 1,3 трлн — комиссионный доход. Активы под управлением на конец года составляли 603 трлн вон ($550 млрд). На зарубежные операции приходится около 10 % выручки.
Группа является учредителем и крупнейшим акционером страховой компании Mirae Asset Life Insurance (доля около 20 %, остальные акции котируются на Корейской фондовой бирже). Страховые премии компании за 2020 год составили 2,53 трлн вон, инвестиционный доход — 1,05 трлн вон, страховые выплаты — 2,13 трлн вон.
Основные составляющие группы:
- Mirae Asset Securities — главная организация группы, имеет отделения в США, Монголии, Вьетнаме, Бразилии, Сингапуре, Великобритании, Индии, Индонезии, Гонконге.
- Mirae Asset Global Investments — международная инвестиционная компания с отделениями в Гонконге, Австралии, КНР, Индии, Великобритании, Бразилии, США и Корее
- Mirae Asset Life Insurance — компания по страхованию жизни.
- Global X — инвестиционная компания, работающая в США и Колумбии.
- Horizons ETFs — канадская компания по управлению инвестиционными фондами
- Multi Asset Global Investments
- Mirae Asset Financial Service
- Mirae Asset Venture Investment
- Mirae Asset Capital
- Mirae Asset Consulting
- Mirae Asset Fund Services
- Energy Infra Asset Management
- Mirae Asset Retirement Institute
- Mirae Asset Park Hyeon Joo Foundation
- Brand Moove
- YK Development